# Сан Пјетро (Мачерата)
Сан Пјетро је насеље у Италији у округу Мачерата, региону Марке.
Према процени из 2011. у насељу је живело 121 становника. Насеље се налази на надморској висини од 208 м.